# Суперкубок Оману з футболу 2009
Суперкубок Оману з футболу 2009  — 9-й розіграш турніру. Матч відбувся 31 серпня 2009 року між чемпіоном Оману клубом Ан-Нахда та володарем кубка Оману клубом Ес-Сувайк.
| Володар Суперкубка Оману 2009 |
| ----------------------------- |
|                               |
| Ан-Нахда Перший титул         |

## Матч

### Деталі
| 31 серпня 2009 17:50 (EEST) |

| Ан-Нахда              | 1:0 | Ес-Сувайк |
| --------------------- | --- | --------- |
| Аль-Нуаїмі 11' (пен.) |     |           |

|  |